# København H (metrostation)
København H is het ondergronds metrostation van het Københavns Hovedbanegård, of kort Københavns H., het grootste spoorstation in de Deense hoofdstad Kopenhagen. Het station werd op 29 september 2019 geopend als onderdeel van de ringlijn van de metro van Kopenhagen.

## Geschiedenis
In 1996 besloot Kopenhagen tot de aanleg van een metro om de stad te verbinden met nieuwe woonwijken en bedrijfsterreinen die op Amager zouden worden opgetrokken. De eerste metrolijn liep niet langs het centraal station maar werd bij Nørreport op het spoorwegnet aangesloten. In 1999 werden plannen gemaakt voor een metroringlijn (M3), die ook het centraal station zou aandoen, met zijtakken aan de noord en zuidkant van de stad. Deze zijtakken zouden lijn M4 vormen en in het centrum de sporen van de ringlijn gebruiken. De tak naar het zuiden buigt ten westen van het centraal station af van de ringlijn, zodat ook het centraal station deel uit maakt van het deel van de ringlijn dat door M3 en M4 gemeenschappelijk gebruikt wordt. Het tracébesluit werd in december 2005 genomen, de financiering werd op 1 juni 2007 door het parlement goedgekeurd en de aanleg van de ringlijn, waaronder København H, begon in 2009 met een geschatte bouwtijd van 9 jaar. De opening van de lijn werd een aantal keren uitgesteld, de ringlijn werd uiteindelijk geopend op 29 september 2019 en de diensten van de M4 begonnen op 28 maart 2020.    

## Ligging en inrichting
Het station ligt ondergronds ten westen van Københavns Hovedbanegård onder de Stampesgade en is gebouwd volgens het standaardontwerp van de metro van Kopenhagen.
De ondergrondse verdeelhal ligt in het verlengde van de reizigerstunnel onder de sporen van het spoorwegstation en sinds 2020 is deze ook ondergronds aangesloten op de verdeelhal. Op het punt waar het metrostation en de reizigerstunnel bij elkaar komen is aan de noordzijde een trap naar de toegang aan de Reventlowsgade, de hoofdingang van het metrostation, bij de Colbjørnsgade aan de westkant, heeft trappen en een lift. 
Omdat het standaardontwerp op de eerste twee metrolijnen betekende dat de ondergrondse stations voor reizigers onherkenbaar bleken, werd voor de stations van M3 en M4 gekozen voor een eigen wandbekleding en afwerking per station. Voor de overstappunten op het spoorwegnet werd gekozen voor DSB-rode wandpanelen, die dan ook zijn toegepast in København H. 
Aan de oostzijde van het perron lopen de tunnelbuizen in bogen onder het spoorwegstation en pretpark Tivoli naar Rådhuspladsen. Aan de westzijde volgen de tunnelbuizen, tot de splitsing bij de Absalonsgade,  het tracé waar tussen 1847 en 1864 bovengronds de spoorlijn Kopenhagen – Roskilde lag. Bij de splitsing liggen de tunnelbuizen boven elkaar om een conflictvrije kruising mogelijk te maken. De ringlijn loopt ten westen van deze splitsing naar Enghave Plads, de aftakking naar het zuiden komt uit bij de werkplaats/depot van M3 en M4. Sinds 22 juni 2024 rijdt de M4 langs de werkplaats door naar  Havneholmen en verder naar het zuiden.  
København H   · Rådhuspladsen · Gammel Strand · Kongens Nytorv · Marmorkirken · Østerport   · Trianglen · Poul Henningsens Plads · Vibenshus Runddel · Skjolds Plads · Nørrebro  · Nørrebros Runddel · Nuuks Plads · Aksel Møllers Have · Frederiksberg · Frederiksberg Allé · Enghave Plads · København H →
København Syd  · Mozarts Plads · Sluseholmen · Enghave Brygge · Havneholmen · København H   · Rådhuspladsen · Gammel Strand · Kongens Nytorv · Marmorkirken · Østerport   · Nordhavn  · Orientkaj